# Le Marquis de Saint-Évremont
Pour plus de détails, voir Fiche technique et Distribution.
Le Marquis de Saint-Évremont (titre original : A Tale of two Cities) est un film américain réalisé par Jack Conway en 1935, produit par la Metro-Goldwyn-Mayer.

## Synopsis
En 1789, Lucie Manette dont le père vient d'être libéré d'une réclusion de 18 ans à la Bastille part avec lui en Angleterre. Sur le bateau, elle fait la connaissance de Charles Darney, qui voyage sous ce faux nom car il est le neveu du tyrannique et cruel marquis de Saint-Évremont. Darney est sensible aux idées démocratiques et est menacé par le courroux de son oncle. Le marquis, déjà honnis par le peuple parisien, se rend responsable de la mort d'un enfant en l'écrasant avec son carrosse, sa réaction sera de s'enquérir si l'un de ses chevaux aurait été blessé ! 
À Londres, l'avocat Sydney Carton s'occupe de la défense de Darney qui est accusé dans un complot fictif monté par les hommes de mains de son oncle pour le faire emprisonner. Heureusement il est acquitté, à cette occasion des liens se sont tissés entre le jeune homme et Lucie Manette ce qui aboutira à leur mariage, mais Carton est aussi secrètement amoureux de la jeune fille. La révolte populaire gronde à Paris, le marquis est assassiné par le père de l'enfant écrasé, la Révolution française éclate et bientôt, ce sera la Prise de la Bastille. La chasse aux aristocrates est effrénée et même Charles Darney (ci-devant de Saint-Évremont), revenu en France, est démasqué malgré ses opinions démocratiques. Il est condamné à mort, Sydney Carton fera tout pour le sauver pour l'amour de Lucie.

## Fiche technique
- Titre : Le Marquis de Saint-Évremont
- Titre original : A Tale of two Cities
- Réalisation : Jack Conway
- Scénario : W. P. Lipscomb et S. N. Behrman, d'après le roman Le Conte de deux cités (A Tale of two Cities) de Charles Dickens et d'après la biographie[1] d'Alexandrine des Echerolles[2].
- Photographie : Oliver T. Marsh
- Montage : Conrad A. Nervig
- Musique : Herbert Stothart, David Snell (non crédité)
- Direction artistique : Cedric Gibbons, Frederic Hope et Edwin B. Willis
- Costumes : Dolly Tree
- Réalisation de seconde équipe : Val Lewton et Jacques Tourneur (non crédité)
- Producteur : David O. Selznick
- Société de production : Metro-Goldwyn-Mayer
- Pays d'origine :  États-Unis
- Langue : anglais
- Format : Noir et blanc— 35 mm — 1,37:1 — Son : Mono
- Genre : Film dramatique, Film historique
- Durée : 128 minutes

## Distribution
- Ronald Colman (VF : Pierre de Rigoult) : Sydney Carton
- Elizabeth Allan (VF : Lucy Léger) : Lucie Manette
- Edna May Oliver : Mlle Prost
- Reginald Owen : Stryver
- Basil Rathbone : Le Marquis de Saint-Évremont
- Blanche Yurka : Mme De Farge
- Mitchell Lewis : Ernest De Farge
- Donald Woods : Charles Darney
- Henry B. Walthall : Le Dr Manette
- H. B. Warner : Gabelle
- Billy Bevan : Jerry Cruncher
- Isabel Jewell : Une couturière
- Fritz Leiber : Gaspard
- Tully Marshall : Un bûcheron
- Robert Warwick : Un juge du tribunal révolutionnaire
- E. E. Clive : Juge de l’'Old Bailey'
- Lawrence Grant : Le Procureur
- John Davidson : Morveau

Acteurs non crédités
- Jimmy Aubrey : l'aubergiste
- May Beatty : une aristocrate
- Elsa Buchanan : une vendeuse de bonbons
- Billy House : un garde-frontière
- Walter Kingsford : Victor
- Tempe Pigott : une vieille femme

## Critique
En 1988, Patrick Brion (alias André Moreau) écrivait dans Télérama :

« Sélectionné pour les Oscars comme l'un des meilleurs films de l'année 1935, Le Marquis de Saint-Évremont est avant tout un superbe travail de producteur. David O. Selznick, qui allait mettre en chantier quelques années plus tard Autant en emporte le vent, a en effet tout organisé pour assurer la réussite de cette brillante adaptation du roman de Charles Dickens. La composition de Ronald Colman, qui rêvait depuis longtemps de pouvoir jouer à l'écran le rôle de Sydney Carton, demeure inoubliable et, parallèlement, Selznick bénéficie de la plus belle équipe technique de l'époque, celle de la Metro-Goldwyn-Mayer. Surveillant tous les postes de la production, Selznick a par ailleurs confié à une équipe indépendante la réalisation de la Prise de la Bastille. Le producteur Val Lewton et le cinéaste Jacques Tourneur en furent chargés et, grâce à eux, cette reconstitution est un splendide moment cinématographique, filmé avec un véritable sens de l'espace et du mouvement. Célèbre aux États-Unis, Le Marquis de Saint-Évremont, diffusé pour la première fois à la télévision en France, est une œuvre rarissime qui mérite d'être redécouverte. »

## Autour du film
- La reconstitution de la prise de la Bastille, spectaculaire et sanglante est traitée à la façon de l’assaut d'un château fort, loin de la vérité historique.

## Édition
Le film bénéficie d'une édition en DVD en 2009 dans la collection Fnac-Cinéma mais n'est pas doublé en français.